# Promotor Distrital do Condado de Queens
O Promotor Distrital do Condado do Queens é o promotor público eleito para o Condado de Queens, no estado de Nova York, que é coextensivo com o distrito de Queens, na cidade de Nova York . É responsável por processar violações das leis estaduais de Nova York . (Violações da lei federal no Queens são processadas pelo Procurador dos EUA para o Distrito Leste de Nova York). A atual promotora distrital do Condado de Queens é Melinda Katz, que assumiu o cargo em 1º de janeiro de 2020. 

## História
Em um ato legislativo de 12 de fevereiro de 1796, o estado de Nova York foi dividido em sete distritos, cada um com seu próprio Procurador-geral adjunto. O Condado de Queens fazia parte do 1º Distrito, que também incluía os condados de Kings, Richmond, Suffolk e Westchester.Em 1801, o cargo de Procurador-Geral Adjunto foi renomeado para Promotor Distrital. Ao mesmo tempo, o Condado de Nova Iorque foi adicionado ao 1º Distrito. O Condado de Westchester foi separado do 1º Distrito em 1813, e o Condado de Nova York foi separado em 1815. Em 1818, todos os 13 distritos foram divididos e cada condado do estado de Nova York se tornou um distrito separado.   
Até 1822, o promotor público era nomeado pelo Conselho de Nomeação e exercia o cargo "conforme a vontade do Conselho", o que significa que não havia um mandato definido. De acordo com as disposições da Constituição Estadual de 1821, o promotor público foi nomeado para um mandato de três anos pelo Tribunal do Condado. De acordo com as disposições da Constituição Estadual de 1846, o cargo tornou-se eletivo por voto popular. O mandato era de três anos, começando em janeiro e terminando em dezembro. Em caso de vacância, o Governador de Nova Iorque preenchia a vaga temporariamente até que um sucessor fosse eleito, sempre para um mandato completo, na próxima eleição anual. 
Um ano após a consolidação da cidade de Nova York em 1898, Nassau foi separado de Queens. 
Havendo vacância, um Promotor interino é nomeado pelo Governador para preencher o cargo temporariamente. Um novo Promotor Distrital é então eleito na próxima eleição anual em novembro. De 1847 a 1942, a duração do mandato era de três anos. Em novembro de 1942, um DA foi eleito para um mandato de um ano.  Desde a eleição de novembro de 1943, o DA é eleito para um mandato de quatro anos.